# 巨蘆鰻
巨蘆鰻，是台灣民間傳說中生活在新竹縣潭水內的巨大魚怪，不僅身形巨大、還會翻攪水面，造成大浪從潭裡湧現。

## 地點與體型
巨蘆鰻生活在新竹市以東約二十五里（12.5公里左右）、位於芎林鄉的石壁潭中，另外在以東四十三里（約21.5公里左右）的六角潭裡也有分布。他們的身形很龐大，據說有四、五尺（約1.2~1.5公尺）甚至七、八尺（2.1~2.4公尺左右）長，最重可達數百斤。

## 傳說
石壁潭每當下雨的時候，總會有大浪從潭中湧現出來，樣子就像張牙舞爪的神龍般，當地居民都為此感到很害怕，認為是生活在其中的巨蘆鰻攪動水裡造成的。